# 白南柱
白南柱（ペク・ナムジュ、백남주, 1901年1月3日 - 1949年）は朝鮮咸鏡南道甲山郡（現：両江道）出身の宗教家。混淫派の先駆者の一人。
1901年生まれ。26歳の時に長老派の平壌神学校に入学、1930年に同校を卒業した。在学中から語学には堪能だったという。その後、元山のマルタウィルソン女子神学校に赴任し、ギリシア語、ヘブライ語、ヨハネ福音書の講義を行い、ヨハネ福音書などを新たに翻訳した。スウェーデンの神秘思想家エマヌエル・スヴェーデンボリに傾倒し、当時の教会を批判する信仰復興運動に参加した。
1927年に元山監理教会で、教会員でマルタウィルソン女子神学校の元学生だった劉明花という女性が、イエスが自身に親臨内在している「親臨主」であるとして、「降神劇」を行ったが、白南柱が李龍道に劉明花を紹介して何度も降神劇を行い、1932年1月28日平壌老会により降神劇は異端とされた。1932年、白南柱は『新たな生命の道』という冊子を発行した。これはスウェーデンボルグの神秘思想から強い影響を受けた内容の本で、聖書の権威の否定・三位一体論の否定、天界に対する異説を主張するなど明らかに異端の主張だった。『新たな生命の道』は歴史を旧約（第一時代）、新約（第二時代）、新たな生命（第三時代）と区分したが、特に第三時代の主張は重要である。白南柱は第三時代を「神が人間の中に入ってくるインマヌエルの時代」だと主張したのだが、その内容は「メシアが人間として朝鮮半島に再降臨する」というものだった。この主張は、白南柱だけでなく「神霊教団」 (朝鮮土着の民俗宗教と混交した、キリスト教異端に属する神秘主義集団を指して統一教会がこのように呼んでいる) にも受け継がれた。
1933年6月3日、劉明花の啓示に従い、李龍道・白南柱・李宗鉉を設立発起人として「イエス教会」を設立した。同年8月には「神学山」(修道院式の神学校) を設けて、その修道監に就いた。10月2日李龍道が死亡すると、11月には後任の宣道監に李浩彬が選ばれ、平壌には中央宣道院が設けられた。李龍道が亡くなった直後、白南柱は「天国結婚」と称して、神学山にいた女性信者と性交して妊娠させるという重大事件を起こし、イエス教会から追放された。追放後、白南柱は、平安北道鉄山で「聖主」を自称する金聖道という女性が組織した別の神秘主義教団 (統一教会は「鉄山派」と名付けている) へ移った。この一派は、洪順愛 (文鮮明の2番目の妻である韓鶴子の母親) と関係の深い神秘主義集団で統一教会と強い関係がある。1935年、鉄山に赴いた白南柱は金聖道とともに「聖主教」という教団を作り、一時は勢力を拡大、平壌に本部を置き、集会所を朝鮮内に20か所開くようになった。聖主教はその後、いわゆる「混淫事件」を起こして再び問題となった。さらに「再臨主によって東方の国が成り、まもなく日本は崩壊する」と主張したため金聖道は日本の警察によって投獄され、3ヶ月後に解放された直後の1944年4月1日に死亡、聖主教も没落する。
聖主教は金聖道が亡くなってから数年で消滅した。金聖道が死んだとき、平壌の本部が置かれていた家の夫婦が神秘体験をし、「メシアが再降臨するので信徒はその準備をしなければならない、全信徒はすべての財産をなげうって準備せよ」と言い出した。このことが北朝鮮当局から、民衆を搾取する詐欺行為とみなされ、聖主教の幹部が逮捕された。その後、朝鮮戦争の混乱の中で聖主教は消滅した。
一方、白南柱は1946年に南へ渡り、春川師範学校と公州師範学校で教職に就いた。1949年に亡くなった。